# حاج بكتاش ولي
الحَاجُّ بَكْتَاش وَلِيّ (التركية العثمانية: حاجی بکتاش ولی) هو متصوف وشاعر وفيلسوف إسلامي، تُنسب اليه الطريقة بالبكتاشية ولقب بـ "شيخ المتصوفين"، من مواليد نيسابور في النصف الثاني من القرن السابع الهجري /الثالث عشر الميلادي، وأنه توفي سنة 738 هـ / 1337 م. فيما تقول مصادر أخرى أنه توفي سنة 669 هـ / 1271 م. أخذ بالأفلاطونية المحدثة وبالتصوف الإمامي الإثني عشري. وأخذ أتباعه بالحروفية التي كان أسس مدرستها فضل الله الأستراباذي. ويحظى الحاج بكتاش ولي بالتبجيل لدى العلويون.

## سيرته
ولد الحاج بكتاش ولي في نيسابور وهو أحد شيوخ التركمان، في حين إنه ينتسب إلى أبيه السيد “إبراهيم ساني”، وأمه “خاتم هاتون” اللذين يعودان إلى الأصل التركي. تلقى تعليمه الأساسي في المدرسة التركستانية التابعة للمعلم أحمد يسوي، صاحبة الطريقة اليسوية، وأدى تلقيه العلم من تلك المدرسة على يد العديد من أصحاب العلم والدين، ومنهم المعلم لقمان بارندا، إلى تكوين بنية عقلية صوفية مميزة للحجي بكتاش، كما يقال إنه خليفة المعلم أحمد يسوي للطريقة اليسوية. وبناءً على أمرٍ من يسوي، جاء الحاج بكتاش إلى الأناضول، واستقرّ بصولوجا قره هيوك الواقعة على بعد 40 كيلومتراً جنوب قرشهر بعد أن زار المدن المقدّسة مثل مكة والمدينة والنجف والشام والقدس وحلب، وتقول أكثر الكتب التاريخية إنه التقى بالسلطان السلجوقي علاء الدين قيقباد، وجلال الدين الرومي، وعثمان غازي، وأخي أوران وآخرين، وأرسل 360 من تلاميذه بوظيفة الإرشاد إلى بلدانٍ مختلفة.

## الطريقة البكتاشية
تبنى أفكاره على أبواب أربعة متتالية وهي: الشريعة، والطريقة، والمعرفة، والحقيقة، ويوجد في كل واحد منها عشر مقامات بحيث يكون مجموعها أربعين مقاماً. ويمكن رصد أفكار حاج بكتاش في أشعار الشاعر التركي الكبير يونس إمره، وفي مؤلَّفِه الرسالة النُّصحيّة، وهو ما يدل على وجود ارتباط قوي مباشراً كان أم عبر واسطة بين بكتاش ويونس إمره. كتب بكتاش ولي نثرا باللغة العربية، لكنه لم يحدد مذهبا لأتباعه، وخلت كتابته من أي دعوة باطنية أو أفكار عقائدية وفلسفية مخالفة للمأثور، وليس في كتاباته اقتباسات من أديان أخرى كالتي ظهرت في البكتاشية فيما بعد.
بعد وفاة الحاج بكتاش أكمل مريدوه الطريقة، وبرز من بينهم ثلاثة نفر لكل منهم دوره في تطوير البكتاشية عقائديا وجغرافيا. أول النفر الثلاثة هو صاري صالطق الذي يعود له الفضل في انتشار الطريقة في البلقان. أما الثاني فكان قايقوزوز أبدال الذي جاء بعد البكتاش بقرن من الزمان وهاجر مع مريديه إلى مصر، وهو من أسس البكتاشية هناك، ومنها انتشرت في بعض الدول العربية. أما الثالث فهو بالِم سلطان الذي جاء في القرن السادس عشر، ويعتبر المؤسس الثاني للطريقة وواضع أصولها الطقوسية والعقائدية.
غالبية المسلمين في العالم يعتبرون مريديه ضالين وخارجين عن الملة. بالمقابل يرى جمهور البكتاشية أنهم أقرب إلى أهل السنة، بينما يعتبرهم آخرون من غلاة الشيعة، وكثيرون يرونهم خليطا بين هذا وذاك، مع إضافات أخرى من أديان وعقائد سابقة ولاحقة. والطريقة البكتاشية لها أصول شيعية، بالتحديد إثنى عشريّة، ولكن أيضاً المعروف أنّ الشيخ بكتاش ولي طوّر طريقته بشكلٍ خاص لتصبح طريقةً صوفية سنيّة، وإن كان فيها بعض التأثّر بالتشيّع. يذكر ابن خلكان أن الميول الشيعية لم تكن تخصه بل لمريديه، الذين لجأوا إلى خانقاه في سولوكا كارا أويوك في قرشهر بعد ثورة باباي.
يقول الباحث خالد محمد عبده: البكتاشية متسامحة مع الآخر، ومن مبادئ الحاج بكتاش ولي أن الأديان كلها صحيحة، وهي عبارة عن صور للاتصال بالخالق، وهم يتوافقون مع تلك الصور، وكان على اتصال مع باقي الطرق الصوفية كالخلوتية واليسويين والقلندرية.

## علاقته بالدولة العثمانية
كانت الأناضول واقعة تحت حكم السلاجقة الروم، وكانت ملجأ للشعوب الهاربة من بطش المغول، وكان الحكم السلجوقي آنذاك يعاني من أزمات اقتصادية وسياسية، بينما كانت في المقابل أراضي العثمانيين آخذة بالتوسع مؤذنة عن قرب تأسيس دولتهم على أنقاض دولة السلاجقة. قام بكتاش الولي بمساندة العثمانيين، وعندما استقرت الدولة لهم كان له ولمريديه تقدير واحترام من قبل العثمانيين، حتى أنهم اعترفوا بالطريقة البكتاشية. وكان الحاج بكتاش ولي أحد أهم المؤثرين على قبائل الأتراك في آسيا الصغرى، إذ وُصف باسم سلطان القلوب ودرويش الدراويش، وصار محبوباً لدى جنود الجيش العثماني. كما يذكر أن الحجي بكتاش ولي كان محبوباً من قبل السلاطين العثمانيين، بالإضافة لحبّ الشعب وجيش الانكشارية له، حيث كان الجنود المنضمين حديثاً للجيش العثماني يتلقون التعليم والتدريب على يده، وعلى الطريقة البكتاشية. وكانت آنذاك الدولة السلجوقية تعيش وضعاً سياسياً، اقتصادياً وثقافياً صعباً، وعند قيام الدولة العثمانية كان الحاج بكتاش مسؤولاً عن تشكيلات تسمى الآخية. وكانوا عند الذهاب إلى معظم الحروب والفتوحات الإسلامية يصطحبونه معهم، حيث يوجد في هذه الأيام في كل زاوية من زوايا دول البلقان أثار للشيخ حجي بكتاش ولي، وقد منحت طريقة الحجي بكتاش ولي اسم الطريقة البكتاشية. سمح السلطان العثماني بأن يكون في كل ثكنة مرشد من تلامذة الحاج بكتاش، لما في ذلك من دعم روحي للجنود، وهو ما يتجلى في وجود أعمال منحوتة في بعض الأماكن بدول البلقان تشير إليه.

## وفاته
توفي حاج بكتاش ولي عام سنة 669 هـ / 1271 م، بعدما كانت الدولة العثمانية قد أرست قواعدها في الأناضول. ومع الوقت أصبح في كلّ معسكر أو ثكنة عسكرية شيخٌ من البكتاشية يدرّس الجنود ويؤدبهم دينياً.
يعتبر حاجي بكتاش ولي أحد أقطاب الأناضول الأربعة في الطرق الصوفية، والآخرون هم جلال الدين الرومي ، شعبان ولي ، وحاجي بايرام ولي.

## ضريحه
يحظى ضريح وقبر حاج بكتاش ولي الواقع في منطقة "حجي بكتاش" بولاية نوشهر وسط تركيا، بإقبال كبير من قبل السيّاح والسكان كمتحف، وفي عام 2012 صُنف من قبل اليونسكو على أنه من أحد الآثار العالمية، وقد جرى فتح هذا المتحف من قبل وزارة الثقافة والسياحة التركية للعبادة بعد انقطاع دام لمدة 188 سنة.